# 이스탄불 지하철
이스탄불 지하철(튀르키예어: İstanbul metrosu)은 튀르키예 이스탄불의 지하철이다.

## 역사

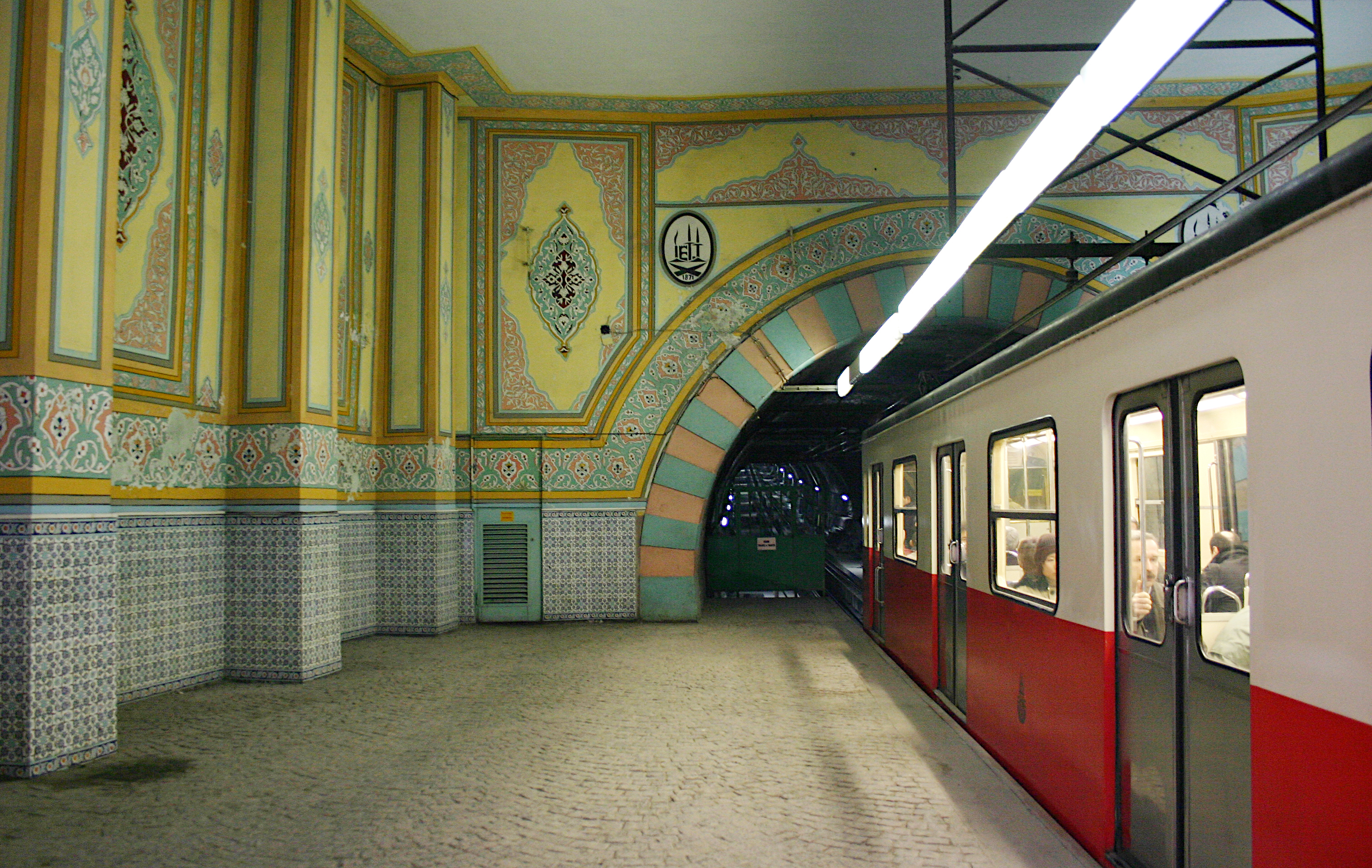
튀넬 카라쿄이역

이스탄불 지하철 중 가장 오래된 지하철인 튀넬은 1875년 1월 17일 최초로 개통되었다. 튀넬은 세계에서 두 번째로 오래된 지하철이자(가장 오래된 지하철은 런던 지하철), 유럽 대륙에서 개통된 지하철 중 가장 오래된 지하철이다. 이스탄불 지하철의 첫 장거리 노선을 만들고자 하는 계획은 1912년 1월 10일 프랑스인 엔지니어인 L. Guerby가 고안했으나, 실행에 옮기지는 못하였다. 계획 청사진은 현재 이스탄불 공과대학교 박물관에 전시되어 있다.
1936년에는 프랑스의 건축가이자, 도시 계획가였던 앙리 프로스트가 탁심과 베야즈트를 연결하는 계획을 제안하였고, 1952년에는 네덜란드의 NEDECO가, 파리 교통국장이었던 마크 랑주뱅이 계획을 제안하였으나 실현되지는 않았다. 이스탄불의 지하철은 1987년이 되어서야 비로소 완성되었다.
1989년에 악사라이역과 카르탈테페역을 연결하는 M1이 개통되었다. 이후, 계속해서 M1은 노선연장 공사를 진행하여서, 2002년 12월 20일에는 아타튀르크 국제공항까지 노선이 연장되었다. M2는 1992년 9월 11일에 착공하였으나 공사현장에서 수 많은 유물이 발굴되면서 공사가 지연되거나 심지어는 일부 구간은 공사가 완전히 중단되었다.
2000년 9월 16일에 탁심역에서 4. 레반테역을 연결하는 8.5km의 M2가 1차적으로 개통되었다. 2009년 1월 31일에는 4. 레반테역에서부터 아타튀르크 오토 사나이역과 탁심역에서 쉬스하네역을 이어주는 노선이 개통되었다. 2014년 2월 15일에는 금각만 건너편의 예니카프역까지 연장된 노선이 개통되었다.

## M1
M1A & M1B
- 이에니카프: (M2) (마르마라이) (IDO)
- 악사라이: (T1)
- 엠니예트 - 파티흐
- 톱카프 - 울루바틀르: (T4)
- 바이람파샤 - 말테페
- 사말즐라르
- 코자테페
- 오토가르 조아지흐 스타티온

M1A:
- 테라지데레
- 다부트파샤 - YTÜ
- 메르테르: (메트로뷔스)
- 제이틴부르누: (T1) (메트로뷔스)
- 바크르쾨이 - 인질리
- 바흐첼리에블레르: (메트로뷔스)
- 아타쾨이 - 시리네블레르: (메트로뷔스)
- 이에니보스나
- 드틈 - 이스탄불 푸아르 메르케지 에흐포 젠테르
- 아타튀르크 하발리마느 아이르포르트 음1B:
- 에센레르 * 멘데레스 * 위치위즐뤼 * 바즐라르 메이단: (T1)
- 키라즐르: (M3)

## M2
- 하즈오스만
- 다뤼샤파카
- 아타튀르크 오토 사나이
- 이튀 - 아야자아
- 사나이 마할레시,
- 4.레벤트
- 을레벤트: (M6)
- 가이레테페: (메트로뷔스)
- 시슐리 - 메지디예쾨이: (M7) (메트로뷔스)
- 오스만베이
- 탁심: (F1) (T2)
- 시슈하네: (F2) (T2)
- 할리치 골덴 호른
- 베즈네질레르: (T1)
- 이에니카프: (IDO) (M1A) (M1B) (마르마라이) 사나이 마할레시:
- 세이란테페

## M3
- 메트로켄트 바샥셰히르
- 바샤크 코누틀라르
- 시텔레르
- 투르구트 외잘
- 이키텔리 사나이,
- 이스토츠
- 마흐무트베이: (M7)
- 이에니 마할레
- 키라즐르: (M1B) 이키텔리 사나이:
- 지야 괴칼프 마할레시
- 올림피야트

## M4
- 카드쾨이: (T3) (IDO)
- 아이를르크 체슈메시: (마르마라이)
- 아즈바뎀
- 위날란: (메트로뷔스)
- 괴즈테페
- 이에니사흐라
- 코지아타으
- 보스탄즈
- 퀴취키알르
- 말테페
- 후주레비
- 귈수유
- 에셍켄트
- 하스타네 - 아들리예
- 소안르크
- 카르탈
- 이아카즈크
- 펜디크
- 카이나르자

## M5
- 위스퀴다르: (마르마라이)
- 프스트카아즈
- 발라르바시으
- 알투니자데: (메트로뷔스)
- 크스클르
- 불굴루
- 윔라니예
- 차르시으
- 이아마네블레르
- 차크마크
- 으흘라무르쿠유
- 알튼셰히르
- 이맘 하티프
- 두둘루
- 네지프 파즐
- 체크메쾨이

## M6
- 을레벤트: (M2)
- 니스페티예
- 에틸레르
- 보아지치 위니베르시테시

## M7
- 메지디예쾨이: (M2) (메트로뷔스)
- 찰라얀
- 카으타네
- 누르테페
- 알리베이쾨이
- 이에실프나르
- 베이셀 카라니
- 악솀세틴
- 카즘 카라베키르
- 이에니마할레
- 카라데니즈 마할레시: (T4)
- 텍스틸켄트
- 이위지을
- 괴즈테페
- 마흐무트베이: (M3)